# Lech Brański

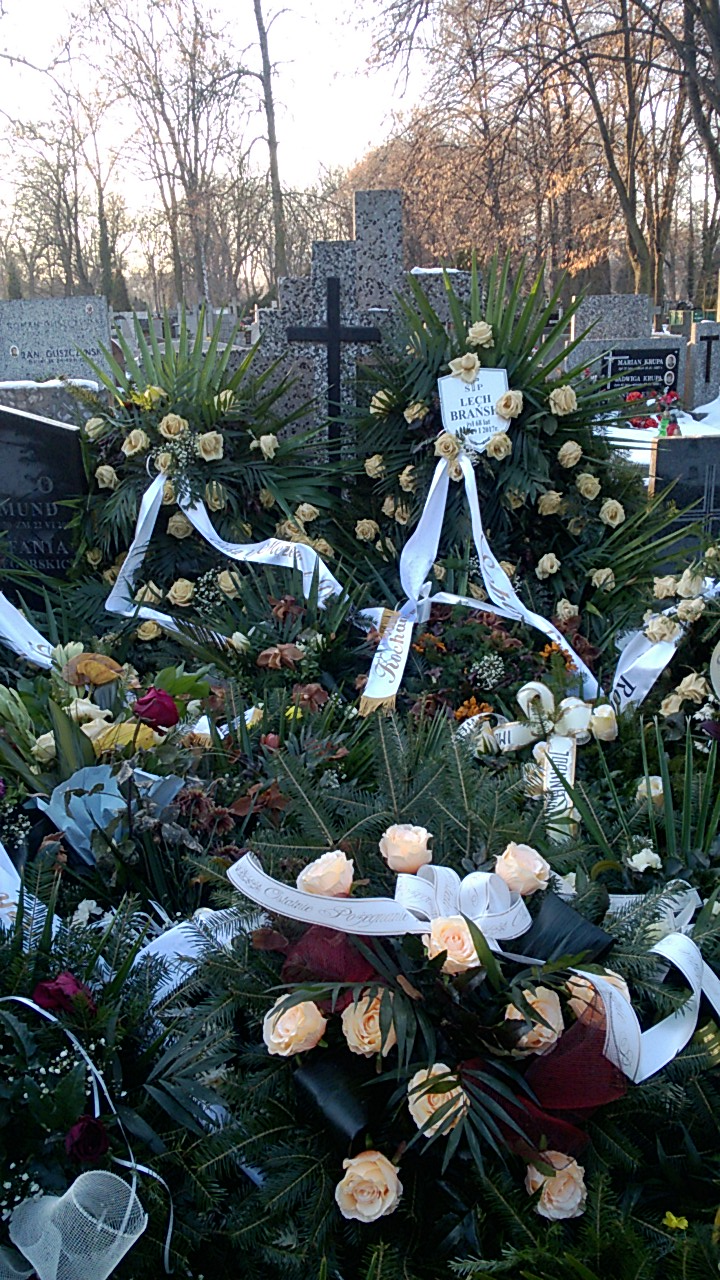
Grób Lecha Brańskiego na cmentarzu Bródnowskim w Warszawie

Lech Brański (ur. 13 stycznia 1949 w Łodzi, zm. 29 stycznia 2017 w Warszawie) – polski kompozytor, aranżer, dyrygent, dźwiękowiec, autor muzyki teatralnej, rozrywkowej, telewizyjnej i filmowej.
Był absolwentem Wydziału Reżyserii Muzycznej warszawskiej Państwowej Wyższej Szkoły Muzycznej (1973). Napisał muzykę do takich polskich filmów, jak: Klincz z 1979, Czarodziej z Harlemu z 1988 czy W labiryncie (lata 1988–1991).
Dwukrotnie został odznaczony Orłem – Polską Nagrodą Filmową w kategorii „najlepszy dźwięk”: w 1999 roku za film Kochaj i rób co chcesz oraz w 2002 za Cześć Tereska.
Zmarł 29 stycznia 2017 w Warszawie, spoczywa na cmentarzu Bródnowskim (kw. 18K, rząd 3, grób 28).